# Come Back Alive
Come Back Alive (ucraniano: Повернись живим) es una fundación que brinda apoyo a los miembros del servicio de las Fuerzas Armadas de Ucrania. La fundación compra armas y equipo para los soldados ucranianos. Es una de las mayores organizaciones que trabajan en la zona y está especializada en el apoyo técnico,
 especialmente en cámaras termográficas y dispositivos de visión nocturna. Además, lleva a cabo proyectos de formación, médicos y psicológicos, entre otros. Ha sido coorganizadora de los Juegos Invictus en Ucrania desde 2019.
Entre mayo de 2014 y junio de 2022, la fundación recaudó más de $100 millones.
La fundación fue establecida en mayo de 2014 por Vitaliy Deynega. En 2015, la fundación se registró legalmente.
En noviembre de 2021, «Come Back Alive» estuvo encabezado por Taras Chmut, un veterano, ex marine, voluntario y cofundador del «Centro Militar de Ucrania».

## Enlaces
- Sitio web de la fundación

- Datos: Q24669478
- Multimedia: Come Back Alive / Q24669478